# Gusztáv Gratz

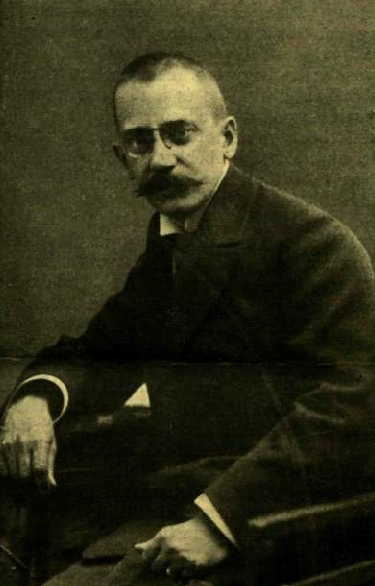
Gusztáv Gratz

Gusztáv Gratz (Gölnicbánya, 30 maart 1875 – Boedapest, 21 november 1946) was een Hongaars politicus, die in 1921 minister van Buitenlandse Zaken was. Hij was corresponderend lid van de Hongaarse Academie van Wetenschappen. Vanaf 1906 was hij lid van het Huis van Afgevaardigden. In 1917 was hij minister van Financiën in de regering van Móric Esterházy en nam deel aan de vredesonderhandelingen in het economische luik van het Verdrag van Brest-Litovsk (1918) en het Verdrag van Boekarest (1918).
Vanaf 22 november 1919 was hij Hongaars ambassadeur in Wenen. Hij ondersteunde tevens de couppogingen van Karel I van Oostenrijk die de Hongaarse troon wou heroveren. Als legitimist, iemand die de Habsburgers als de legitieme erfgenamen van de Hongaarse troon beschouwt, werd hij voor korte tijd ook gevangengenomen.

## Loopbaan
Gratz studeerde rechten aan de universiteiten van Kolozsvár en Boedapest en studeerde af in 1898. Aanvankelijk werkte hij als journalist en richtte ook zijn eigen tijdschrift en de Sociologische Vereniging op. Tijdens de Eerste Wereldoorlog zette hij zich in voor een economisch verbond tussen het Duitse Keizerrijk en Oostenrijk-Hongarije. In 1917 werd hij hoofd van het handelsdepartement op het Oostenrijks-Hongaarse ministerie van Buitenlandse Zaken. Van juni tot september dat jaar was hij Hongaars minister van Financiën. Na de Asterrevolutie in 1918 verhuisde hij naar Wenen en werd lid van het Hongaarse Anti-bolsjewistische comité.
Van november 1919 tot januari 1921 was hij Hongaars ambassadeur in Wenen en nadien werd hij tot april dat jaar Hongaarse minister van Buitenlandse Zaken. Hij pleitte voor het herstel van de Habsburgse monarchie in Hongarije en voor de samenwerking tussen de opvolgerstaten van Oostenrijk-Hongarije. Bovendien nam hij deel aan twee vergeefse pogingen van Karel I van Oostenrijk om weer koning van Hongarije te worden. Het mislukken van de tweede couppoging betekende ook het voorlopige einde van Gratz' politieke carrière. Nadien werd hij voorzitter en bestuurslid van verschillende banken en industriële bedrijven.
Hij zette zich in voor een goede banden tussen de overheid en de Duitse minderheid in Hongarije. In zijn artikels en in het Huis van Afgevaardigden kloeg hij de anti-liberale en anti-democratische ontwikkelingen in Hongarije aan. Na de Nazi-Duitse bezetting van Hongarije in 1944 werd hij door de Gestapo gedeporteerd naar concentratiekamp Mauthausen, maar werd in juli dat jaar weer vrijgelaten.